# حدیث دو انگشت
حدیث دو انگشت یکی از احادیث منسوب به محمد است که در آن، محمد با مقایسه رسالتش و نزدیکی آخرالزمان با انگشت‌های اشاره و وسط خود، خبر از نابودی قریب‌الوقوع جهان می‌دهد. این حدیث در منابع اسلامی بسیاری از جمله مسند احمد بن حنبل نقل شده‌است. اسلام‌شناسان معمولاً آن را واقعی محسوب می‌کنند، چراکه—با توجه به اینکه جهان در زمان زندگی محمد یا بعد از مرگ او—به پایان نرسید، محتمل به نظر نمی‌رسد نویسندگان مسلمان از قول او پیشگویی اشتباهی جعل کرده باشند؛ لذا حدیث باید از زمان محمد یا اندکی بعد از مرگ او باشد..

## متن حدیث
جدایی میان بعثت من با الساعه [آخرالزمان] مانند جدایی میان این دو [به انگشتانش اشاره می‌کند] است.
بعثت انا والساعه کهاتین— حدیث شماره ۲۰۹۸۱ در مسند الامام

## تفاسیر اسلامی
طبری در تلاش برای تطبیق حدیث دو انگشت با تاخیر قیامت، می گوید از آنجایی که انگشت سبابه یک چهاردهم کوتاهتر از انگشت وسط است، با فرض طول کل جهان که به زعم طبری هفت هزار سال بوده است، نتیجه می گیرد که محمد قصد داشت نشان دهد قیامت پانصد سال پس از او فرا می رسد. به همین منوال طبری با اشاره به حدیث دیگری، و با مقایسه طول جهان به طول یک روز، می گوید محمد یک بار در زمانی که خورشید تقریباً غروب کرده بود و تنها تکه‌ای از آن نمایان بود، گفت که از این دنیا، همانقدر باقی مانده که از این روز.
محمدحسین طباطبایی در تفسیر آیات پایانی سوره نازعات، با اشاره به تشابه این آیات با حدیث «بعثت انا و الساعة كهاتين ان كادت لتسبقنى- بعثت من با قيامت مثل اين دو انگشت پشت سر همند، به هيچ وجه ممكن نبود قيامت جلوتر از بعثت من بيايد»، مقصود این حدیث را اتصال بعثت پیامبر با قیامت می داند و اینکه محمد خاتم پیامبران بوده است.